# 阿贝显微镜成像理论
阿贝显微镜成像理论。德国物理学家、光学家恩斯特·阿贝首先从光的衍射角度研究显微镜物镜成像过程，通过大量的实验，观察显微镜物镜焦平面上的衍射图样，提出显微镜物镜的二次衍射成像理论，并提出： 1）显微镜的分辨率存在上限，2）显微镜的分辨率和光的波长、显微镜物镜孔径的关系式。

## 背景
阿贝加入蔡司公司从事显微镜的设计和研究，用传统的几何光学计算方法对显微镜物镜头的像差修正，提出光学镜头的正弦定律成像原理论，为蔡司公司设计了精良的显微镜。当时的光学设计家认为设计优良显微镜的关键在于减低像差和提高放大倍率，认为显微镜的分辨率是无限的。减低光学镜头像差的一个简单办法是用小的孔径，蔡司公司于是出产了一批小孔径的显微镜，但结果反而不如以前生产的孔径较大的显微镜。阿贝为了探索个中原因，从理论和试验两个方面进行研究。

## 阿贝显微镜衍射成像理论
阿贝在1873年在德国的显微镜学报上发表了它的显微镜衍射成像理论：
- 放在显微镜标本台上物体，接受显微镜光源的照射，产生衍射。
- 衍射的低次波偏离光轴的角度小，能够进入显微镜的物镜，在焦平面上形成衍射图像；高阶波因为角度大，不能进入物镜。
- 焦平面上形成的衍射图像，再次衍射：衍射图像中各点，按惠更斯原理成为新的波源，产生球面波。
- 这些由第二次衍射形成的球面波相互干涉，最后在物镜的像平面形成物体的实像。
- 物体的细微部分如果十分靠近，以至连一阶衍射波的偏角太大，不能进入显微镜的物镜，没有显微镜能够分辨物体的细微部分。

## 阿贝的显微镜成像实验
阿贝在1873年提出的显微镜衍射成像理论，第一次从光的波动性以及由此而来的衍射现象，说明显微镜成像过程，提出显微镜分辨率的概念，并且断定有（光学）显微镜不能分辨的限度。
阿贝关于显微镜分辨率存在上限的论点，未能被当时的显微镜设计界接受。阿贝设计了一套显微镜衍射成像实验，来证明他的理论。
阿贝用的是实验设备包括
1. 蔡司显微镜
2. 特别设计的光源，其基本构造有电灯，聚光灯，光圈和平面反射镜。
3. 一套标本：单缝、双缝、不同直径的圆孔、点网、间距8微米的光栅、间距16微米的光栅等。